# Rue Bertrand-Clauzel
Pour l’article homonyme, voir Rue Clauzel.
La rue Bertrand-Clauzel est une voie de Toulouse, chef-lieu de la région Occitanie, dans le Midi de la France.

## Situation et accès

### Description
La rue Bertrand-Clauzel est une voie publique. Elle se trouve dans le quartier de Marengo.
Elle naît au carrefour de la rue du Général-Jean-Compans et de l'avenue de la Colonne. Rectiligne, longue de 113 mètres et large de 8 mètres, elle est orientée au nord. Elle rencontre la rue Jean-Pégot, puis se termine au carrefour de la rue Dalmatie.
La chaussée compte une seule voie de circulation, en sens unique, depuis l'avenue de la Colonne vers la rue Saint-Sylve. Elle est définie comme une zone 30 et la vitesse est limitée à 30 km/h. Il n'existe ni bande, ni piste cyclable, quoique la rue soit à double-sens cyclable.

### Voies rencontrées
Le rue Bertrand-Clauzel rencontre les voies suivantes, du sud au nord (« g » indique que la rue se situe à gauche, « d » à droite) :
1. Rue du Général-Jean-Compans (g)
2. Avenue de la Colonne (d)
3. Rue Jean-Pégot
4. Rue Dalmatie

## Odonymie

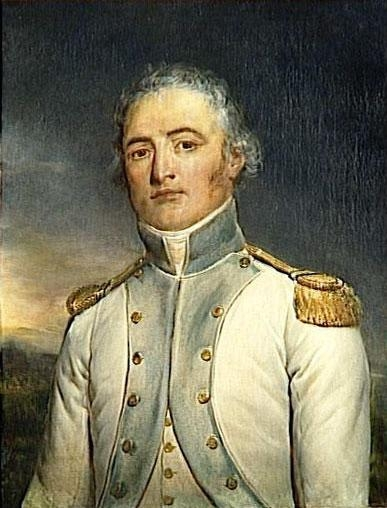
Portrait du général Bertrand Clauzel par Georges Rouget (1836, château de Versailles).

La rue porte le nom Bertrand Clauzel (1772-1842). Général de la Révolution et de l'Empire, anobli par Napoléon Ier et fait maréchal de France par Louis-Philippe. Il s'illustre lors des guerres de la Révolution et de l'Empire, puis lors de la conquête de l'Algérie.
D'ailleurs, plusieurs voies du quartier Marengo, aménagé entre au milieu du XIXe siècle, entre 1858 et 1865, ont reçu des noms en lien avec la bataille de Toulouse, particulièrement avec la date du Dix-Avril ou les noms de personnalités liées à la bataille, telles que la rue Nicolas-Soult, la rue du Général-Honoré-Gazan, la rue du Général-Jean-Pégot, la rue du Général-Taupin, la rue Honoré-Reille et la rue Dalmatie, ou simplement des noms de personnalités de l'Empire, telles que la rue du Général-Jean-Compans et la rue du Baron-Antoine-Gros.